# 스파크맨 (영화)
《스파크맨》(Sparkman)은 한국에 대원동화에서 제작된 김경식 감독의 1988년 가족, 액션, SF 영화이다. 심형래 등이 주연으로 출연하였고 정욱 등이 제작에 참여하였다.

## 출연

### 주연
- 심형래

### 조연
- 이형빈
- 김영인
- 송전호
- 김진경
- 박윤희
- 김동삼
- 박종설
- 정석현
- 홍진웅
- 안연홍
- 김소영

## 기타
- 제작부: 안현식
- 촬영부: 이기태
- 촬영부: 김일현
- 촬영부: 양희만
- 조명: 이민부
- 조명부: 이주생
- 조명부: 유경선
- 조명부: 채성원
- 조연출: 김동삼
- 조연출: 채승훈
- 조연출: 김영철
- 스크립터: 정미
- 녹음: 김경일
- 주제가: 강애리자
- 미술: 김계준
- 작화: 박시옥
- 작화: 심상일
- 특수효과: 박광남
- 특수효과: 이학빈
- 특수효과: 이광백
- 특수효과: 김용호
- 특수효과: 이범길
- 특수효과팀: 오희윤
- 특수효과팀: 이원구
- 분장: 채훈
- 홍보: 김광덕
- 무술연출: 김춘식
- 스턴트: 정봉연
- 스턴트: 김학성
- 스턴트: 조태봉
- 스턴트: 김태홍
- 스토리보드: 심상일
- 애니메이션부문: 안현동
- 애니메이션부문: 백승균
- 애니메이션부문: 이범석
- 애니메이션부문: 이관영
- 애니메이션부문: 임종우
- 애니메이션부문: 부영순
- 포스터사진: 허강식
- 효과: 양대호